# مارسيل كوراس
مارسيل كوراس (بالرومانية: Marcel Coraș)‏، من مواليد 14 مايو 1959 في آراد في رومانيا، لاعب كرة قدم روماني سابق.
بدأ مسيرته الكروية مع نادي رابيد آراد في موسم 1976/1977، وبعدها انتقل إلى نادي أوتا آراد في عام 1977، وقد شارك معهم حتى عام 1979، وقد لعب معهم 57 مباراة وسجل 16 هدف، وفي عام 1979 انتقل إلى نادي بوليتيكنيكا لاسي، ولعب معهم حتى عام 1981، وقد شارك معهم في 31 مباراة وسجل 9 أهداف، وعاد في عام 1981 إلى نادي أوتا آراد، ولعب معهم حتى عام 1983، وفي عام 1983 انتقل إلى نادي سبورتيل ستودنتيسك، ولعب معهم حتى عام 1988، وشارك معهم في 153 مباراة وسجل 56 هدف، وفي عام 1988 انتقل إلى نادي فيكتوريا بوخاريست، ولعب معهم حتى عام 1990، وشارك معهم في 48 مباراة وسجل 40 هدف، وعاد في عام 1990 إلى نادي سبورتيل ستودنتيسك، وفي موسم 1990/1991 انتقل إلى نادي بانيونيوس اليوناني، ولعب معهم 30 مباراة وسجل هدفين، وعاد في موسم 1991/1992 إلى نادي سبورتيل ستودينتيسك ولعب معهم 26 مباراة وسجل 4 أهداف، ولعب مع عدة أندية حتى أعتزل في عام 1995.

## روابط خارجية
- مارسيل كوراس على موقع قاعدة بيانات كرة القدم.إي يو (الإنجليزية)
- مارسيل كوراس على موقع ناشيونال فوتبول تيمز (الإنجليزية)
- مارسيل كوراس على موقع عالم كرة القدم.نت (الإنجليزية)